# Pirates del Carib (pel·lícula de 1945)
 Pirates del Carib  (original: The Spanish Main) és una pel·lícula estatunidenca dirigida per Frank Borzage, estrenada el 1945 i doblada al català.

## Argument
Un pirata s'enamora d'una jove, després d'haver-li impedit casar-se amb un ric governador del Carib.

## Producció
La pel·lícula, dirigida per Frank Borzage sobre un guió de George Worthing Yates i Herman J. Mankiewicz amb l'argument de Æneas MacKenzie, va ser produïda per Frank Borzage per la RKO Radio Pictures

### Distribució
La pel·lícula va ser distribuïda amb el títol The Spanish Main en els Estats Units l'octubre del 1945 al cinema per la RKO Ràdio Pictures. al cinema dalla RKO Radio Pictures.

### Promoció
El tagline era: "Loving her... taming her... called for all his reckless daring!".

### Crítica
Segons el Morandini és una "pel·lícula de pirates en un estrident Technicolor" que resultaria per Borzage "una obra per encàrrec, però també un exercici d'estil amb implicacions oníriques, eròtiques i satíriques". L'element central de la pel·lícula seria la lluita contra la tirania i l'opressió. La pel·lícula hauria contribuït a reviure l'economia de la productora.

## Repartiment
- Paul Henreid: Capità Laurent Van Horn
- Maureen O'Hara: Dona Francisca
- Walter Slezak: El virrei Don Juan Alvarado
- Binnie Barnes: Anna Bonnet
- John Emery: Mario Du Billar
- Barton MacLane: Capità Black
- J. M. Kerrigan: Pillory
- Fritz Leiber: El bisbe
- Nancy Gates: Lupita
- Jack La Rue: El tinent Escobar
- Mike Mazurki: Swaine
- Ian Keith: El capità Lussan
- Curt Bois: Paree
- Antonio Moreno: El Comandant

## Nominacions
- 1946. Oscar a la millor fotografia per George Barnes